# 京都三大祭り
京都三大祭り（きょうとさんだいまつり）とは京都府京都市内で行われる3つの祭りのこと。この3つの祭りは成立の時期、事情、行事の内容などがそれぞれ大きく異なっており、祭り文化の3つのタイプを示しているとされている。
また、五山送り火を加えて京都四大行事とも呼ばれている。
- 葵祭（5月）

賀茂御祖神社（下鴨神社）と賀茂別雷神社（上賀茂神社）で行われる祭り。牛車・浅敷の御簾などを葵かずらで飾ったことが名前の由来と言われている。
- 五山送り火（８月）

毎年8月16日に京都府京都市左京区にある如意ヶ嶽（大文字山）などで行われるかがり火。宗教・歴史的な背景から「大文字の送り火」と呼ばれることがある。
- 祇園祭（7月）

八坂神社で行われる祭り。山鉾巡行や宵山が中心となっている。
- 時代祭（10月）

平安神宮で行われる祭り。

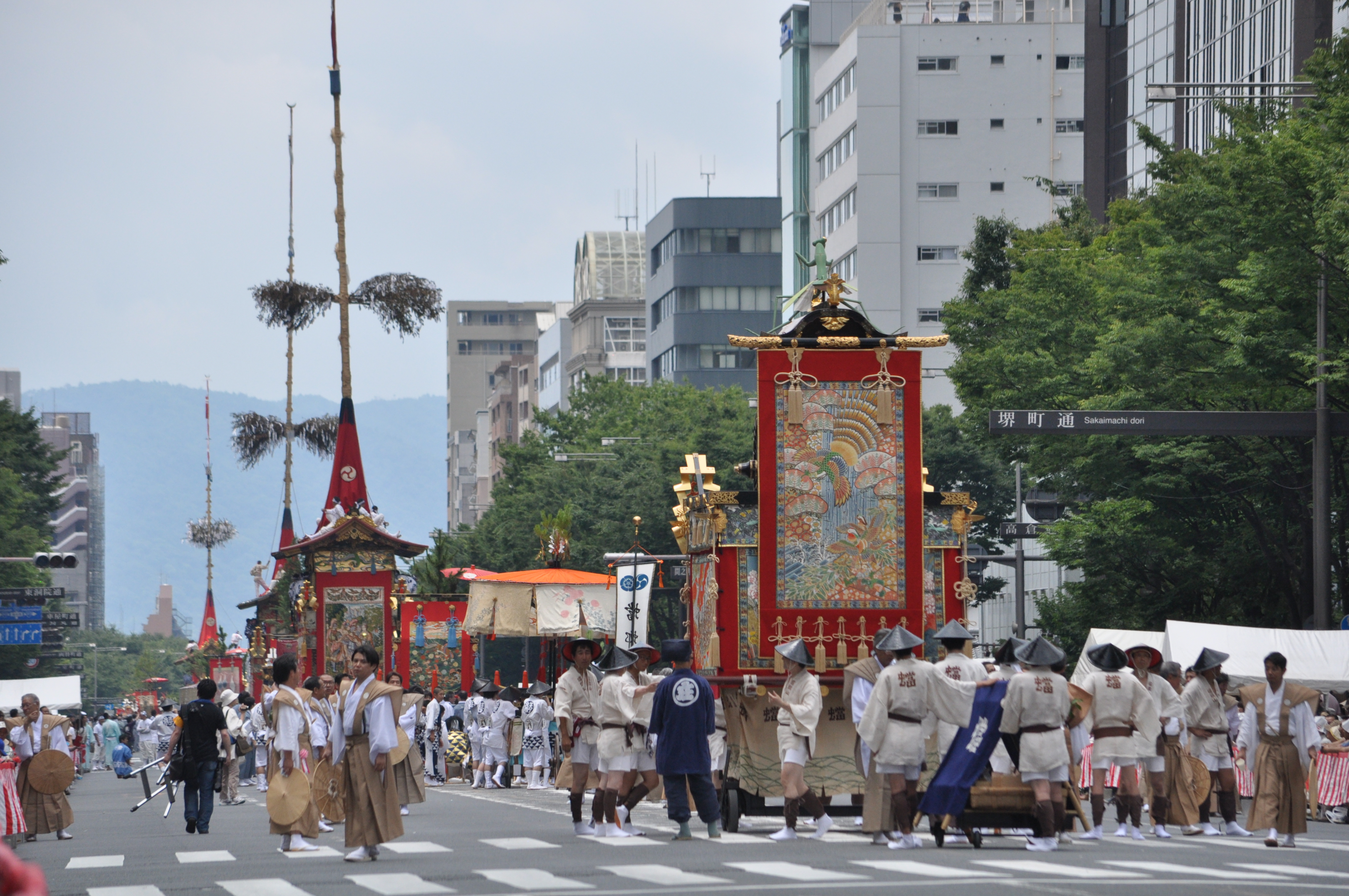
祇園祭前祭山鉾 御池通巡行（2017年7月17日撮影）